# Megacara vagans
Megacara vagans är en stekelart som först beskrevs av Johann Ludwig Christian Gravenhorst 1829.  Megacara vagans ingår i släktet Megacara och familjen brokparasitsteklar. Arten är reproducerande i Sverige. Inga underarter finns listade i Catalogue of Life.